# Trisetomyia triseta
Trisetomyia triseta är en tvåvingeart som först beskrevs av Richards 1954.  Trisetomyia triseta ingår i släktet Trisetomyia och familjen hoppflugor.
Artens utbredningsområde är Etiopien. Inga underarter finns listade i Catalogue of Life.